# Park Jang-Soon
Park Jang-Soon (Boryeong, Corea del Sur, 10 de abril de 1968) es un deportista surcoreano retirado especialista en lucha libre olímpica donde llegó a ser campeón olímpico en Barcelona 1992.

## Carrera deportiva
En los Juegos Olímpicos de 1988 celebrados en Seúl ganó la medalla de plata en lucha libre olímpica de pesos de hasta 68 kg, tras el luchador soviético Arsen Fadzayev (oro) y por delante del estadounidense Nate Carr (bronce). Cuatro años después, en las Olimpiadas de Barcelona 1992 ganó la medalla de oro en esta ocasión en la categoría de 74 kg.